# Forças Armadas dos Países Baixos
As Forças Armadas dos Países Baixos (em neerlandês: Nederlandse krijgsmacht) são o conjunto de quatro instituições militares neerlandesas que atuam no âmbito da defesa do Reino dos Países Baixos. Criada em 1814, durante o  Soberano Principado dos Países Baixos Unidos, é um órgão de cooperação nacional e bilateral.
O Ministério da Defesa dos Países Baixos emprega 40 000 pessoas, incluindo tanto civis como militares, com um orçamento de  €11,728 bilhões de euros.

## Função
Segundo o artigo 97 da Constituição dos Países Baixos, as funções das Forças Armadas do país são:
- Para defender e proteger os interesses do Reino, assim como para manter e promover a ordem jurídica internacional, existem as Forças Armadas.[2]

## Composição
É composto por quatro ramos, os quais exercem o prefixo Koninklijke (Real no sentido de realeza):
- Koninklijke Landmacht (KL), o Exército Real Neerlandês
- Koninklijke Marine (KM), a Marinha Real Neerlandesa, incluindo a Marineluchtvaartdienst (Serviço de Aviação Naval) e Korps Mariniers (Corpos da Marinha).
- Koninklijke Luchtmacht (KLu), a Força Aérea Real Neerlandesa
- Koninklijke Marechaussee (KMar), o Marechalato Real, as tarefas incluem algumas funções da polícia militar e da polícia civil.

Dentro do Reino dos Países Baixos, existem pequenas forças armadas locais nas ilhas de Aruba (Arumil) e Curaçao (Antmil). Eles operam sob os auspícios da Marinha Real Neerlandesa e do Corpos da Marinha.

### Organograma

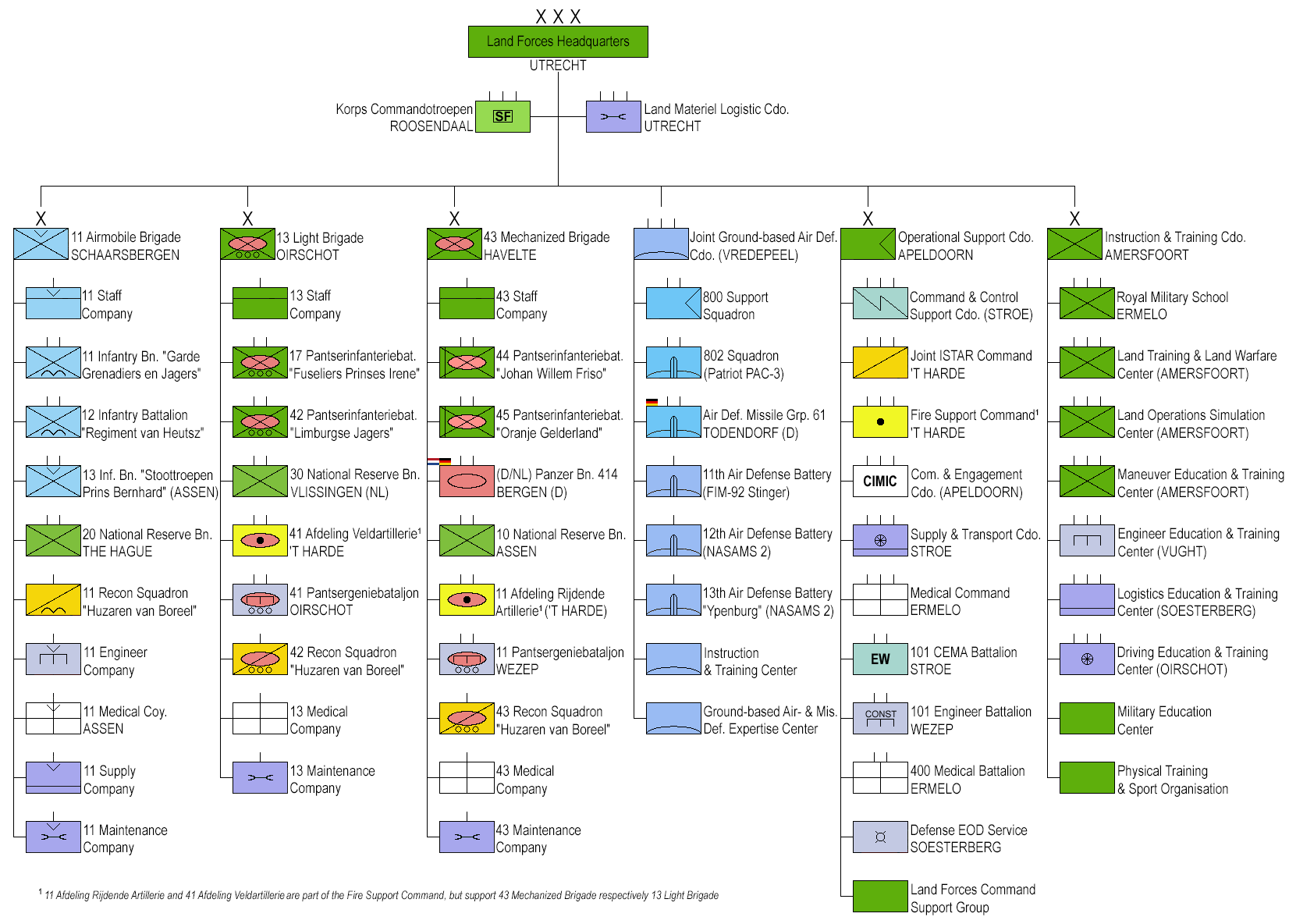
Organograma das Forças Terrestres 2025 (clique para aumentar).

## História

### Criação
As Forças Armadas dos Países Baixos foram fundadas em 9 de janeiro de 1814 durante a queda do Primeiro Império Francês, efetivamente ligado ao Soberano Principado dos Países Baixos Unidos. Posteriormente também foram criadas Forças Armadas em territórios ultramarinos neerlandeses. No início de dezembro de 1830, o rei Guilherme I criou o Exército das Índias Orientais Holandesas, precursor do Exército Real das Índias Orientais Holandesas (KNIL). Em outubro de 1868, o governo holandês criou as Tropas das Forças Armadas dos Países Baixos no Suriname (TRIS), que serviram como exército colonial holandês na Colônia do Suriname.

### 1ª e 2ª Guerra Mundial
Durante a Primeira Guerra Mundial, os Países Baixos eram neutros. Durante a Segunda Guerra Mundial o país também era neutro, porém foi invadido pelo Terceiro Reich de 10 a 15 de maio de 1940 durante a Batalha dos Países Baixos, que resultou na capitulação do exército holandês após o Bombardeio de Roterdã. Ex-soldados das forças armadas se juntaram à resistência e lutaram ao lado dos estadounidenses e britânicos durante a libertação em 1944 e 1945.

### Pós-guerra
Durante o inífcio da Guerra Fria, como parte da OTAN, os Estados Unidos armazenaram armas nucleares nos Países Baixos para que os militares neerlandeses possam usá-las em caso de uma emergência. Os Países Baixos são um dos cinco países que receberam permissão para armazenar armas nucleares americanas em seu território. Os outros são: Alemanha, Bélgica, Itália e Turquia.

## Fotos

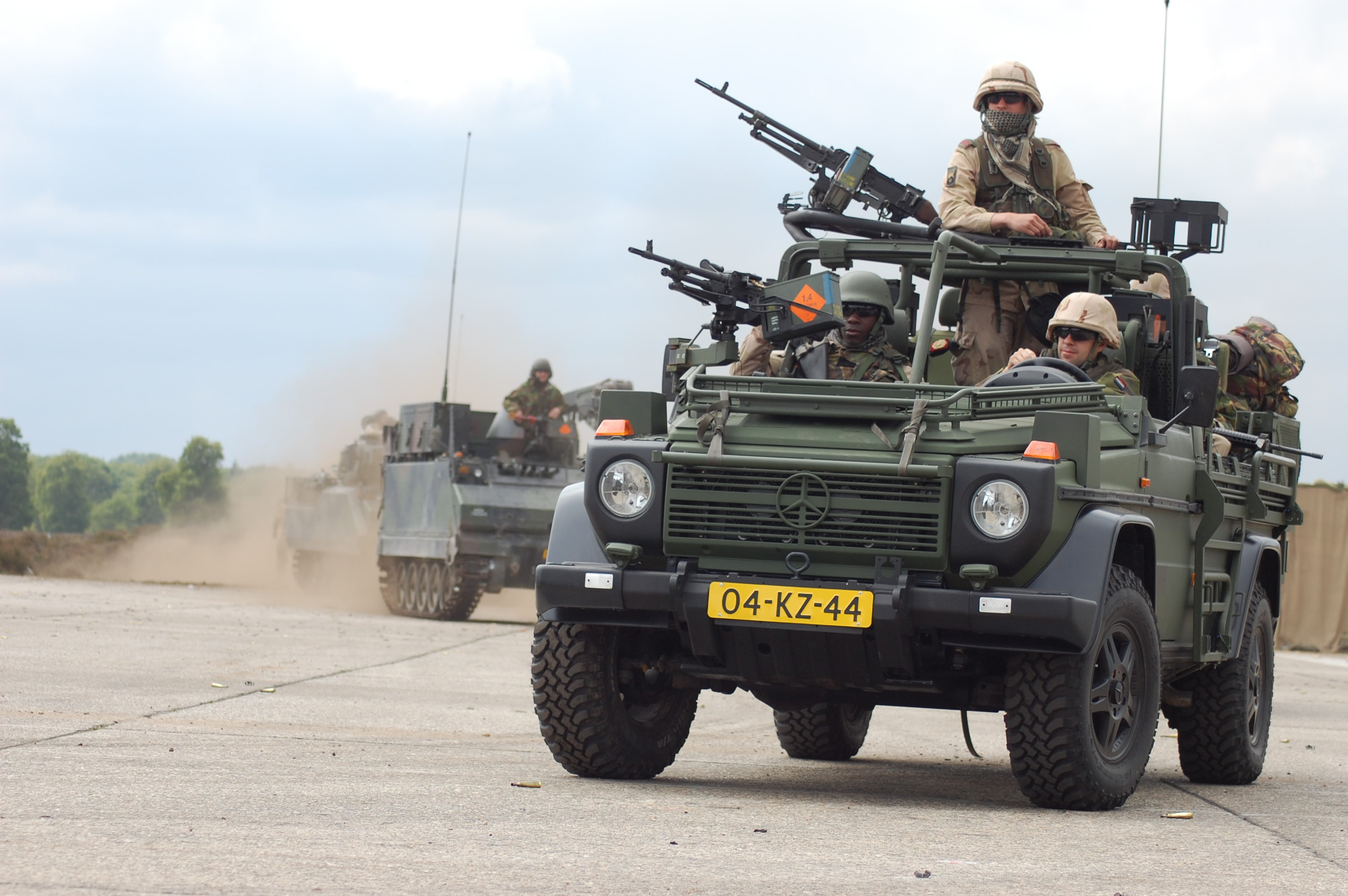
Soldados de infantaria holandeses.
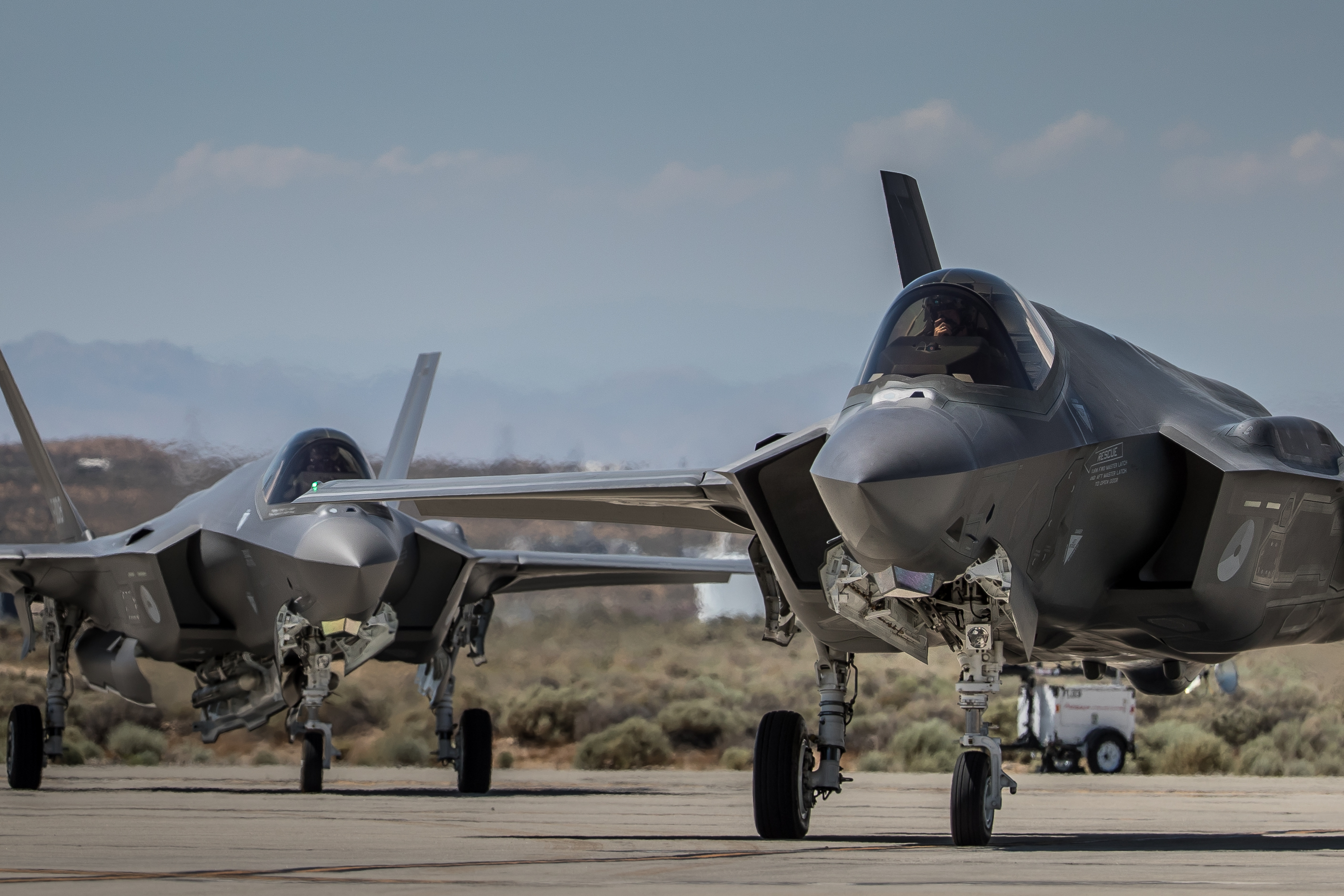
Caças F-35 dos Países Baixos.
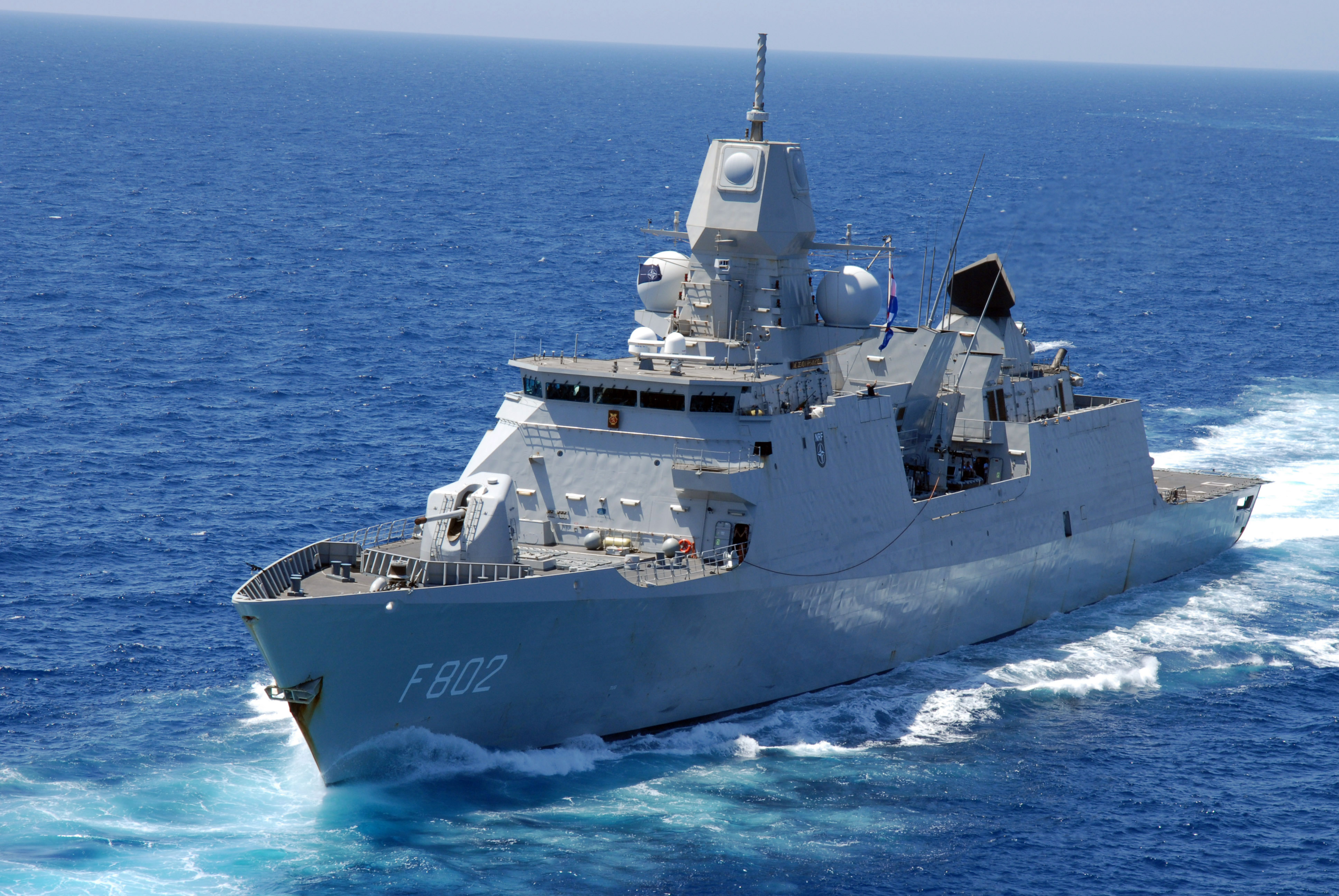
A fragata holandesa HNLMS De Zeven Provinciën.
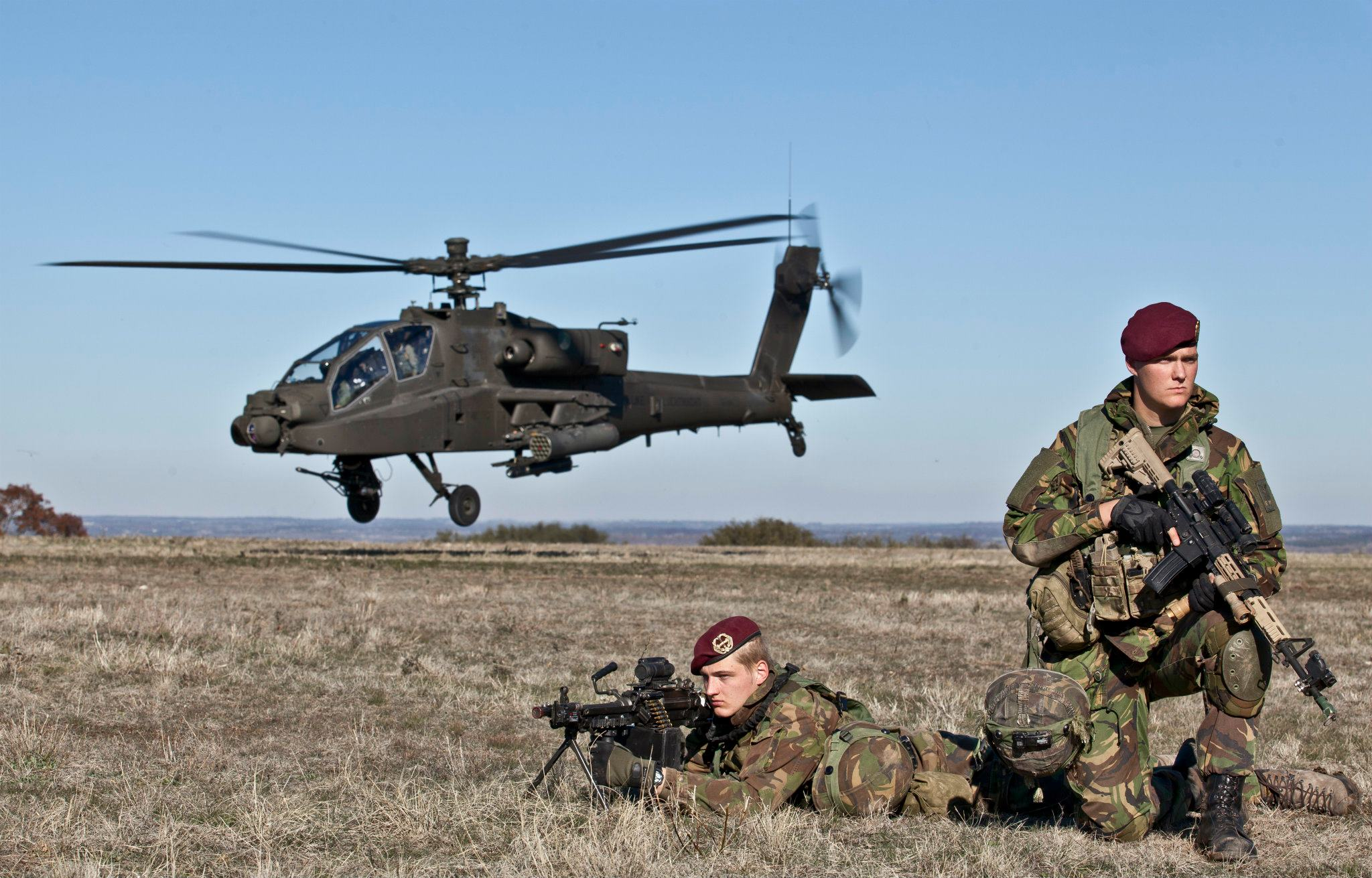
Soldados holandeses e um Apache AH-64.
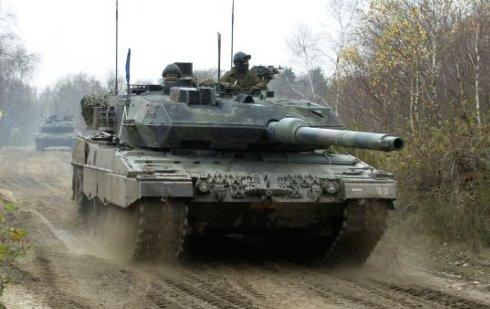
Um Leopard 2A6, de fabricação alemã, do exército holandês.